# 스티븐 말리
스티븐 말리(Stephen Marley, 1972년 4월 20일 ~ )는 미국의 레게 가수이다. 세계적인 레게가수 밥 말리와 그의 아내 리타 말리 사이에서 태어났다. 그의 부모는 모두 자메이카 국적이었으나, 스티븐은 미국에서 출생하여 미국 국적을 보유하고 있다.